# Tillie the Toiler
Pour les articles homonymes, voir Tillie the Toiler (homonymie).

Tillie the Toiler (« Tillie la trimeuse ») est une série de bande dessinée de l'Américain Russ Westover diffusée dans la presse américaine sous forme de comic strip par King Features Syndicate du 3 janvier 1921 au 15 mars 1959. La première planche dominicale est paru le 10 octobre 1922. À partir de 1951, le dessin est assuré par Bob Gustafson, dont la signature remplace celle de Westover le 4 octobre 1954. La dernière bande quotidienne est publiée le 7 mars 1959, et la dernière page dominicale le 15.

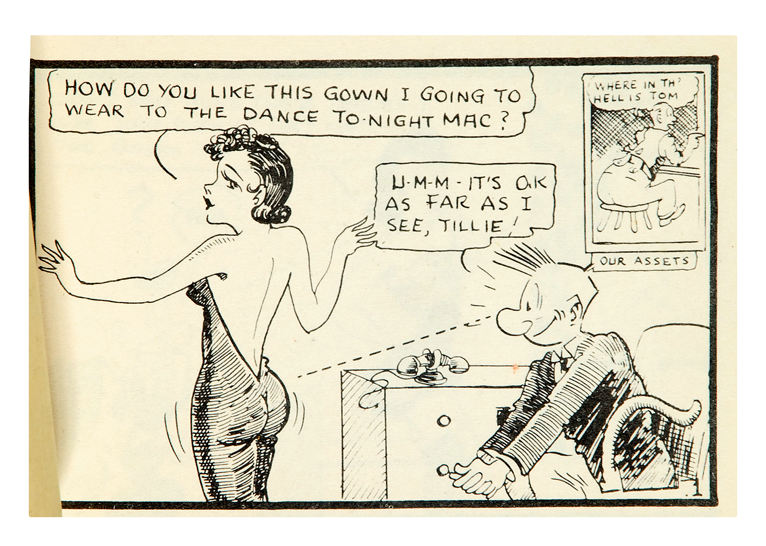
Tillie the Toiler et son associé Clarence "Mac" MacDougall.

Tillie Jones est une garçonne libérée et indépendante qui travaille dans une entreprise de mode dirigée par J. Simpkins. Bien que son collègue Clarence MacDougall, dit « Mac », soit éperdument amoureux d'elle, Tillie préfère flirter avec de jeunes hommes riches et vit toutes sortes d'aventures qui la conduisent régulièrement à abandonner son poste.
Recueilli en album dès 1925 par Cupples & Leon (en), Tillie the Toiler a fait l'objet de deux adaptations cinématographiques en 1927 et 1941 et d'une novélisation en 1943.